# 에어트란세
에어트란세(일본어: エアトランセ, 영어: Airtransse)는 일본의 홋카이도를 거점으로 삼았던 과거 지역 항공사로 현재는 항공기 운항을 중단한 뒤 중고 항공기 임대 및 매매업으로 업종을 변경했으며 본래 본사는 홋카이도 하코다테시에 있었으나 운항 중단 후 업종을 변경하면서 도쿄도 신주쿠구로 이전하였다.

## 역사
1997년 에어션픽스라는 이름으로 설립된 뒤 2004년 12월 현재의 사명으로 변경했으며 2005년에 여객기 운송을 취득했지만 2008년에 운항이 중단된 이후 업종을 항공기 판매업으로 변경했다.

## 과거 취항지
에어트란세는 현재 운항을 중단한 상태이므로 아래의 취항지는 과거에 정기편이 취항했던 곳들이다.
| 오조라 \|\| align=center\|MMB \|\| align=center\|RJCM \|\| 메만베츠       |
| 삿포로 \|\| align=center\|CTS \|\| align=center\|RJCC \|\| 신치토세       |
| 도카치 \|\| align=center\|OBO \|\| align=center\|RJCB \|\| 도카치오비히로 |
| 하코다테 \|\| align=center\|HKD \|\| align=center\|RJCH \|\| 하코다테     |